# بيلكي (زاكارباتسكا)
بيلكي (Білки) هي مدينة في مقاطعة زاكارباتسكا في أوكرانيا.
يبلغ عدد سكانها حوالي 7978 نسمة.